# National Basketball League 1939-1940
La stagione di National Basketball League 1939-1940 fu la terza nella storia della National Basketball League. Vinsero il titolo gli Akron Firestone Non-Skids per la seconda volta consecutiva.
Miglior giocatore fu confermato Leroy Edwards; miglior rookie fu Ben Stephens; miglior allenatore fu ancora una volta Paul Sheeks.

## Risultati

### Stagione regolare

#### Eastern Division
| Squadra                   | V  | P  | %    |
| ------------------------- | -- | -- | ---- |
| Akron Firestone Non-Skids | 18 | 9  | 66,7 |
| Detroit Eagles            | 17 | 10 | 63,0 |
| Akron Goodyear Wingfoots  | 14 | 14 | 50,0 |
| Indianapolis Kautskys     | 9  | 19 | 32,1 |

#### Western Division
| Squadra                      | V  | P  | %    |
| ---------------------------- | -- | -- | ---- |
| Oshkosh All-Stars            | 15 | 13 | 53,6 |
| Sheboygan Red Skins          | 15 | 13 | 53,6 |
| Chicago Bruins               | 14 | 14 | 50,0 |
| Hammond Ciesar All-Americans | 9  | 19 | 32,1 |

### Play-off
Semifinali al meglio delle tre partite; serie finale al meglio delle cinque.
|  | Semifinali                | Semifinali                | Semifinali | Semifinali | Semifinali |  |  | Finale                    | Finale                    | Finale | Finale | Finale | Finale | Finale |  |
|  |                           |                           |            |            |            |  |  |                           |                           |        |        |        |        |        |  |
|  | Akron Firestone Non-Skids | Akron Firestone Non-Skids | 48         | 37         | 46         |  |  |                           |                           |        |        |        |        |        |  |
|  | Detroit Eagles            | Detroit Eagles            | 39         | 49         | 35         |  |  | Akron Firestone Non-Skids | Akron Firestone Non-Skids | 37     | 46     | 35     | 41     | 61     |  |
|  | Oshkosh All-Stars         | Oshkosh All-Stars         | 41         | 42         | 31         |  |  | Oshkosh All-Stars         | Oshkosh All-Stars         | 47     | 60     | 32     | 40     | 60     |  |
|  | Sheboygan Red Skins       | Sheboygan Red Skins       | 24         | 43         | 29         |  |  |                           |                           |        |        |        |        |        |  |

## Vincitore
| Campione NBL 1939-1940                |
| ------------------------------------- |
| Akron Firestone Non-Skids (2º titolo) |

## Premi NBL
- NBL Most Valuable Player: Leroy Edwards, Oshkosh All-Stars
- NBL Rookie of the Year: Ben Stephens, Akron Goodyear Wingfoots
- NBL Coach of the Year: Paul Sheeks, Akron Firestone Non-Skids
- All-NBL First Team
  - Howard Cable, Akron Firestone Non-Skids
  - Leroy Edwards, Oshkosh All-Stars
  - Wibs Kautz, Chicago Bruins
  - Charley Shipp, Oshkosh All-Stars
  - Ben Stephens, Akron Goodyear Wingfoots
- All-NBL Second Team
  - Ernie Andres, Indianapolis Kautskys
  - Nat Frankel, Detroit Eagles
  - Otto Kolar, Sheboygan Red Skins
  - Rube Lautenschlager, Sheboygan Red Skins
  - Jack Ozburn, Akron Firestone Non-Skids